# Juaye-Mondaye
Juaye-Mondaye és un municipi francès situat al departament de Calvados i a la regió de Normandia. L'any 2007 tenia 687 habitants.

## Demografia

### Població
El 2007 la població de fet de Juaye-Mondaye era de 687 persones. Hi havia 240 famílies de les quals 44 eren unipersonals (20 homes vivint sols i 24 dones vivint soles), 72 parelles sense fills, 108 parelles amb fills i 16 famílies monoparentals amb fills.
La població ha evolucionat segons el següent gràfic:
Habitants censats

### Habitatges
El 2007 hi havia 265 habitatges, 243 eren l'habitatge principal de la família, 13 eren segones residències i 9 estaven desocupats. 263 eren cases i 2 eren apartaments. Dels 243 habitatges principals, 208 estaven ocupats pels seus propietaris, 29 estaven llogats i ocupats pels llogaters i 6 estaven cedits a títol gratuït; 1 tenia una cambra, 11 en tenien dues, 37 en tenien tres, 52 en tenien quatre i 142 en tenien cinc o més. 191 habitatges disposaven pel capbaix d'una plaça de pàrquing. A 80 habitatges hi havia un automòbil i a 150 n'hi havia dos o més.

### Piràmide de població
La piràmide de població per edats i sexe el 2009 era:
| Homes | Edats   | Dones |
| ----- | ------- | ----- |
| 0     | 95 o +  | 4     |
| 0     | 90 a 94 | 0     |
| 4     | 85 a 89 | 4     |
| 8     | 80 a 84 | 4     |
| 8     | 75 a 79 | 8     |
| 4     | 70 a 74 | 8     |
| 16    | 65 a 69 | 12    |
| 16    | 60 a 64 | 8     |
| 24    | 55 a 59 | 16    |
| 20    | 50 a 54 | 12    |
| 24    | 45 a 49 | 12    |
| 28    | 40 a 44 | 48    |
| 24    | 35 a 39 | 28    |
| 16    | 30 a 34 | 8     |
| 12    | 25 a 29 | 16    |
| 16    | 20 a 24 | 24    |
| 16    | 15 a 19 | 24    |
| 36    | 10 a 14 | 32    |
| 28    | 5 a 9   | 16    |
| 12    | 0 a 4   | 20    |

## Economia
El 2007 la població en edat de treballar era de 460 persones, 334 eren actives i 126 eren inactives. De les 334 persones actives 301 estaven ocupades (162 homes i 139 dones) i 33 estaven aturades (17 homes i 16 dones). De les 126 persones inactives 49 estaven jubilades, 41 estaven estudiant i 36 estaven classificades com a «altres inactius».

### Ingressos
El 2009 a Juaye-Mondaye hi havia 245 unitats fiscals que integraven 664 persones, la mediana anual d'ingressos fiscals per persona era de 17.700 €.

### Activitats econòmiques
Dels 25 establiments que hi havia el 2007, 1 era d'una empresa alimentària, 1 d'una empresa de fabricació d'altres productes industrials, 8 d'empreses de construcció, 3 d'empreses de comerç i reparació d'automòbils, 1 d'una empresa de transport, 3 d'empreses d'hostatgeria i restauració, 1 d'una empresa financera, 1 d'una empresa immobiliària, 2 d'empreses de serveis i 4 d'empreses classificades com a «altres activitats de serveis».
Dels 10 establiments de servei als particulars que hi havia el 2009, 2 eren paletes, 2 fusteries, 2 lampisteries, 1 electricista, 1 empresa de construcció, 1 perruqueria i 1 restaurant.
L'únic establiment comercial que hi havia el 2009 era una floristeria.
L'any 2000 a Juaye-Mondaye hi havia 21 explotacions agrícoles que ocupaven un total de 1.120 hectàrees.

## Equipaments sanitaris i escolars
El 2009 hi havia una escola elemental integrada dins d'un grup escolar amb les comunes properes formant una escola dispersa.

## Poblacions més properes
El següent diagrama mostra les poblacions més properes.